# Joan Eardley
Joan Kathleen Harding Eardley (Warnham, West Sussex, Inglaterra, 18 de maio de 1921 – Stirling, Escócia, 16 de agosto de 1963) foi uma artista britânica conhecida por seus retratos de crianças de rua em Glasgow e por suas paisagens da vila de pescadores de Catterline e arredores na costa nordeste da Escócia.

## Primeiros Anos e Formação
Nascida em Sussex, Inglaterra, Eardley mudou-se para Glasgow na adolescência. Estudou na Escola de Arte de Glasgow, onde desenvolveu um estilo próprio, combinando a influência do expressionismo europeu com uma sensibilidade realista. Durante a Segunda Guerra Mundial, ela trabalhou brevemente com pintura de cenários, o que contribuiu para sua habilidade em criar cenários expressivos e detalhados. Após a guerra, Eardley viajou pela Europa, onde se familiarizou com a pintura moderna, especialmente o expressionismo alemão e as obras de artistas como Chaïm Soutine e Vincent van Gogh, cujas pinceladas carregadas de emoção a influenciaram profundamente.

## Retratos Urbanos de Glasgow
Ao retornar a Glasgow, Eardley começou a pintar cenas de bairros operários na cidade, particularmente na área de Townhead, onde documentava o cotidiano de crianças de famílias trabalhadoras. Essas cenas não eram apenas retratos; eram janelas para a vida dessas comunidades, muitas vezes vivendo em condições precárias. Com seu olhar atento e sensível, Eardley capturou a vitalidade e a vulnerabilidade de suas vidas. Ela pintava com uma autenticidade rara, mergulhando na rotina das pessoas, estabelecendo laços com seus modelos, especialmente as crianças, que aparecem em suas obras com expressões espontâneas e despretensiosas.
Essas obras revelam uma abordagem humanística e social: ao retratar crianças em contextos urbanos desafiadores, Eardley conseguiu representar não apenas indivíduos, mas uma condição de vida. Suas pinceladas expressivas e a paleta de cores — predominantemente composta por tons terrosos, cinzas e ocres — refletiam a realidade dura dessas comunidades, enquanto a presença das crianças trazia um toque de esperança e resiliência.

## Paisagens de Catterline
Nos anos 1950, Eardley descobriu a vila costeira de Catterline, no nordeste da Escócia, um lugar remoto que se tornaria essencial para sua produção artística. Fascinada pela força da natureza ao redor, ela passava longos períodos ali, pintando paisagens que capturavam o clima severo e as tempestades que varriam a região. Nessas obras, ela expressa a vastidão e o poder do ambiente natural, usando pinceladas vigorosas e camadas espessas de tinta para traduzir a força dos ventos, o movimento das ondas e a textura da terra.
As paisagens de Catterline representam um contraste com as cenas urbanas de Glasgow: onde as cidades expressam o drama humano, as paisagens de Eardley evocam uma ligação primal entre o ser humano e o ambiente natural. As pinturas são feitas com uma técnica impetuosa, que reflete a intensidade das condições atmosféricas, com céu turbulento, mares revoltos e campos rústicos. Muitas vezes, ela incorporava materiais naturais como areia e grama às suas tintas para intensificar a textura e o aspecto tátil das pinturas, aumentando o impacto visual e físico de suas paisagens.

## Temas e Estilo
Joan Eardley é reconhecida por um estilo que mescla realismo e expressão. Ela pintava com um senso de urgência, explorando temas de transitoriedade e persistência, seja nas vidas humanas ou nas forças naturais. Suas figuras urbanas, especialmente as crianças, são representadas com uma crueza que revela seu afeto pela comunidade, enquanto suas paisagens têm uma qualidade quase épica, celebrando a grandiosidade e a violência da natureza.
A técnica de Eardley é marcada por uma paleta de cores profundas e texturas espessas, com pinceladas que expressam dinamismo e intensidade emocional. Em seus trabalhos, é possível ver um contraste entre o caos e a ordem, sugerindo um equilíbrio entre o controle da artista e a espontaneidade do momento retratado. Ela tinha um talento raro para captar tanto a fragilidade quanto a força de seus temas, sejam eles urbanos ou naturais.

## Legado e Influência
Apesar de sua carreira curta — Eardley faleceu de câncer aos 42 anos —, ela deixou um impacto significativo na arte escocesa e britânica. Suas pinturas continuam a ser admiradas pela sua autenticidade e intensidade, e ela é amplamente reconhecida por ter documentado aspectos negligenciados da vida escocesa, tanto nas áreas urbanas quanto rurais. Suas obras são hoje parte de grandes coleções, como as da Scottish National Gallery of Modern Art e da Tate Britain, e são vistas como marcos da pintura moderna britânica.
Joan Eardley abriu caminho para futuras gerações de artistas, demonstrando que a arte pode servir como um espelho para as realidades sociais e emocionais de uma cultura. Ela é lembrada não apenas por suas paisagens atmosféricas e retratos comoventes, mas também por seu compromisso em capturar o espírito das pessoas e dos lugares com um olhar honesto e empático.